# Делхи
Делхи (хинд. दिल्ली), званично Национална престонична територија Делхи (енгл. National Capital Territory of Delhi - NCT), град је у Индији, који се налази у оквиру специјалне територије под управом централне владе Индије. Њу Делхи је седиште владе Индије, а налази се унутар метрополитенског подручја Делхија. Делхи је био главни град неколико царстава и има око 60.000 споменика. Делхи је имао стратешки положај у северној Индији и доминирао је старим трговачким путевима који су ишли од северозападне Индије до долине Ганга. Због тога је Делхи дуго био значајан културни, политички и интелектуални центар. Због великог досељавања Делхи је један од градова који најбрже расту. Светска банка је Делхи прогласила најзагађенијим на свету.
Делхи се граничи са Харајаном на три стране и са Утар Прадешом на истоку. Шира област града покрива територију од 1,484 km2 (0,573 sq mi). Према попису из 2011, сам град је имао 11 милиона становника, те је био други по величини у Индији након Мумбаја, док целокупна NCT популација има око 16,8 милиона. Делхијева урбана област се протеже изван NCT граница и процењује се да обухвата популацију од преко 26 милиона људи, што чини град другом највећом урбаном облашћу на свету. Године 2016. по недавним проценама метро економија његова урбана област је била рангирана као прва или друга најпродуктивнија метро област у Индији. Делхи је други најбогатији град Индије, након Мумбаја, са тоталним богатством од $450 милијарде и дом је за 18 милијардера и 23.000 милионера.
Делхи је био континуирано насељен од 6. века п. н. е. Током највећег дела своје историје, Делхи је служио као престоница разним краљевствима и царствима. Он је био заузима, пљачкан и поново изграђиван неколико пута, посебно током средњовековног периода, и модерни Делхи је кластер бројних градова размештених широм метрополитанског региона. Територија уније, политичке администрације NCT данашњег Делхија блиско подсећа на државу Индије, са сопственим законодавством, високим судом и извршним вићем министара на чијем челу је Главни министар. Њу Делхи заједнички администрирају федерална влада Индије и локална влада Делхија, и он је престоница области Делхија. Делхи је био домаћин првих и деветих Азијских игара у 1951. и 1982. години, самита Покрета несврстаних 1983., и низа других манифестација.
Делхи је исто тако центар Националног престоничког региона), који је јединствена област 'интердржавног регионалног планирања' креирана Законом о планском одбору за националну престоницу из 1985.

## Историја
За Делхи се верује да је Индрапрашта из епа Махабхарата и да је основан око 5.000. п. н. е. Али најстарији археолошки налази су из Маурја периода. Чувени гвоздени ступ је направљен у доба Кумара Гупте. Осам великих градова је током историје грађено у подручју Делхија. Династија Томара Раџпут је основала Лал Кот 736. близу Кутаб минарета. Раџпутски краљ Аџмер је 1180. освојио Лал Кот. Авганистанац Мухамед Гори је 1192. победио раџпутског краља Притвираџа III.
Од 1206. Делхи је седиште Делхијског султаната. Први султан Делхија Кутбуд дин Ајбак је био бивши роб, који је постао генерал, па гувернер и затим султан Делхија. Кутбуд дин Ајбак је започео градњу Кутаб минарета да би прославио своју победу. У том комплексу је саградио прву џамију у Делхију. После краја Робовске династије, следиле су Килџи династија, па Туглук, Сајидсјка и Лоди династија. Те различите династије су градиле различите тврђаве. У Првој бици код Панипата 1526. Бабур је победио задњег султана из династије Лоди и основао је Могулску династију и Могулско царство. Могули су владали из Делхија, Агре и Лахора. Бабуров син Хумајун је био поражен и једно време је побегао у Авганистан,. Уз персијску помоћ је повратио власт. Трећи и највећи могулски цар Ахбар Велики преместио је седиште царства у Агру, тако да је тада опало значење Делхија. Средином 17. века могулски цар Шах Џахан је саградио седми град на подручју Делхија, а данас је познат као стари Делхи. Поново је Делхи постао главни град. Аурангзеб (1658—1707) је крунисан 1658. у Делхију. Ахмад шах Абдали је 1761. похарао Делхи после Треће битке код Панипата. Делхи је 1857. дошао у састав Британске Индије. Калкута је постала главни град Британске Индије, а Делхи је поново постао главни град тек 1911. Британски архитекта Едвин Лутјенс је дизајнирао Њу Делхи као седиште владе. Њу Делхи постаје главни град Индије после 1947.

## Географија

### Клима
Делхи карактерише атипична верзија влажне суптропске климе (Кепен Cwa) на граници топле полупустињске климе (Кепен BSh). Топла сезона траје од 21. марта до 15. јуна са просечном дневном високом температуром изнад 39 °C (102 °F). Најтоплији дан у години је 22. мај, са просечном високом температуром од 46 °C (115 °F) и ниском од 30 °C (86 °F). Хладна сезона траје од 26. новембра до 9. фебруара са просечном дневном високом температуром испод 20 °C (68 °F). Најхладнији дан у години је 4. јануар, са просечном ниском температуром од 2 °C (36 °F) и високом од 14 °C (57 °F). У раном марту, смер ветра се мења са северозападног на југозападни. Од априла до октобра време је топло. Монсун стиже крајем јуна, заједно са повећањем влажности. Краткотрајна, блага зима почиње у касном новембру, достиже врхунац у јануару и често је праћена тешком маглом.
Температуре у Делхију су обично у опсегу од 2—47 °C (35,6—116,6 °F), при чему су најнижа и највиша температура икад забележене биле −2,2 and 48,4 °C (28,0 and 119,1 °F) респективно. Годишња просечна температура је 25 °C (77 °F); месечна просечна температура је у опсегу 13—32 °C (55—90 °F). Највиша забележена температура је из јула 1931. и била је 45 °C (113 °F). Просечне годишње падавине су око 886 mm (34,9 in), највећи део којих пада током монсуна у јулу и августу. Просечни датум почетка монсунсунских ветрова у Делхију је 29. јун.
| Клима Делхија 1971–1990                   | Клима Делхија 1971–1990 | Клима Делхија 1971–1990 | Клима Делхија 1971–1990 | Клима Делхија 1971–1990 | Клима Делхија 1971–1990 | Клима Делхија 1971–1990 | Клима Делхија 1971–1990 | Клима Делхија 1971–1990 | Клима Делхија 1971–1990 | Клима Делхија 1971–1990 | Клима Делхија 1971–1990 | Клима Делхија 1971–1990 | Клима Делхија 1971–1990 |
| Показатељ \ Месец                         | .Јан.                   | .Феб.                   | .Мар.                   | .Апр.                   | .Мај.                   | .Јун.                   | .Јул.                   | .Авг.                   | .Сеп.                   | .Окт.                   | .Нов.                   | .Дец.                   | .Год.                   |
| ----------------------------------------- | ----------------------- | ----------------------- | ----------------------- | ----------------------- | ----------------------- | ----------------------- | ----------------------- | ----------------------- | ----------------------- | ----------------------- | ----------------------- | ----------------------- | ----------------------- |
| Апсолутни максимум, °C (°F)               | 30,0 (86)               | 34,1 (93,4)             | 40,6 (105,1)            | 45,6 (114,1)            | 47,2 (117)              | 46,7 (116,1)            | 45,0 (113)              | 42,0 (107,6)            | 40,6 (105,1)            | 39,4 (102,9)            | 36,1 (97)               | 29,3 (84,7)             | 47,2 (117)              |
| Максимум, °C (°F)                         | 21,0 (69,8)             | 23,5 (74,3)             | 29,2 (84,6)             | 36,0 (96,8)             | 39,2 (102,6)            | 38,8 (101,8)            | 34,7 (94,5)             | 33,6 (92,5)             | 34,2 (93,6)             | 33,0 (91,4)             | 28,3 (82,9)             | 22,9 (73,2)             | 31,2 (88,2)             |
| Просек, °C (°F)                           | 14,3 (57,7)             | 16,8 (62,2)             | 22,3 (72,1)             | 28,8 (83,8)             | 32,5 (90,5)             | 33,4 (92,1)             | 30,8 (87,4)             | 30,0 (86)               | 29,5 (85,1)             | 26,3 (79,3)             | 20,8 (69,4)             | 15,7 (60,3)             | 25,1 (77,2)             |
| Минимум, °C (°F)                          | 7,6 (45,7)              | 10,1 (50,2)             | 15,3 (59,5)             | 21,6 (70,9)             | 25,9 (78,6)             | 27,8 (82)               | 26,8 (80,2)             | 26,3 (79,3)             | 24,7 (76,5)             | 19,6 (67,3)             | 13,2 (55,8)             | 8,5 (47,3)              | 19,0 (66,2)             |
| Апсолутни минимум, °C (°F)                | −0,6 (30,9)             | 1,6 (34,9)              | 4,4 (39,9)              | 10,7 (51,3)             | 15,2 (59,4)             | 18,9 (66)               | 20,3 (68,5)             | 20,7 (69,3)             | 17,3 (63,1)             | 9,4 (48,9)              | 3,9 (39)                | 1,1 (34)                | −0,6 (30,9)             |
| Количина падавина, mm (in)                | 19 (0,75)               | 20 (0,79)               | 15 (0,59)               | 21 (0,83)               | 25 (0,98)               | 70 (2,76)               | 237 (9,33)              | 235 (9,25)              | 113 (4,45)              | 17 (0,67)               | 9 (0,35)                | 9 (0,35)                | 790 (31,1)              |
| Дани са падавинама (≥ 1.0 mm)             | 1,7                     | 2,5                     | 2,5                     | 2,0                     | 2,8                     | 5,5                     | 13,0                    | 12,1                    | 5,7                     | 1,7                     | 0,6                     | 1,6                     | 51,7                    |
| Релативна влажност, %                     | 63                      | 55                      | 47                      | 34                      | 33                      | 46                      | 70                      | 73                      | 62                      | 52                      | 55                      | 62                      | 54                      |
| Сунчани сати — месечни просек             | 214,6                   | 216,1                   | 239,1                   | 261,0                   | 263,1                   | 196,5                   | 165,9                   | 177,0                   | 219,0                   | 269,3                   | 247,2                   | 215,8                   | 2.684,6                 |
| Извор #1:                                 |                         |                         |                         |                         |                         |                         |                         |                         |                         |                         |                         |                         |                         |
| Извор #2: Индијски метеоролошки департман |                         |                         |                         |                         |                         |                         |                         |                         |                         |                         |                         |                         |                         |

## Становништво
Према незваничним резултатима пописа, у граду је 2011. живело 11.007.835 становника.
| 1991.     | 2001.     | 2011.      |
| --------- | --------- | ---------- |
| 7.206.704 | 9.879.172 | 11.007.835 |

## Привреда
Делхи је увек био економски центар северне Индије. Делхи је био највећи индустријски град северне Индије. У задње време сервисни сектор се нагло развија због много образоване радне снаге, која говори енглески. То је привукло мултинационалне компаније, посебно у сектору информационих технологија, телекомуникација и банака. Делхи својим бољим животним стандардом привлачи много људи из сеоских подручја Индије. Због велике миграције Делхи је један од градова, који расту најбрже на свету.

### Саобраћај
Јавни транспорт у Делхију чине ауто-рикше, аутобуси, метро, таксији и железница. Аутобуси превозе 60% становништва. Током 2001. у Делхију је било преко 3 милиона возила. Град се суочава са тешким проблемима у саобраћају, великом загађеношћу зрака и великим саобраћајним гужвама. Да би се решили саобраћајни проблеми почело се са изградњом метроа. Метро је прорадио 2005. са три оперативне линије и превози само 1% становништва. Због проблема загађења ваздуха, сви јавни превозници морају користити гас уместо дизела. Светска банка је сврстала Делхи у најзагађенији град на свету. Међународни аеродром Индира Ганди превезао је 2005 више од 16,2 милиона путника.

## Култура
Делхи је био центар неколико царстава са различитим религијама. Због тога има јединствену историју мешања различитих култура. Стари град је место где су могулски и муслимански владари саградили неколико архитектонских чуда попут Масџид џамије и делхијске црвене тврђаве. На Унесковој листи светске баштине налазе се Хумајунов гроб и Кутаб минарет. Од других значајних споменика истичу се Индијска врата и астрономска опсерваторија из 18 века Џантар Мантар. Храм Лотус је симбол делхијске религиозне толеранције и јединства. Храм Лотус представља пример модерне индијске архитектуре. Највећа џамија у Индији је Масџид џамија. Већина људи у Делхију су хиндуисти, а Бирла Мандир је храм посвећен хиндуској божици богатства.

## Партнерски градови
- Чикаго
- Лондон
- Москва
- Токио
- Куала Лумпур
- Сеул
- Улан Батор
- Карачи

## Галерија
- Масџид џамија
- Лотусов храм је пример модерне индијске архитектуре
- Индијска врата у част на 90.000 индијских војника погинулих у авганистанским ратовима и Првом светском рату
- Делхијска црвена тврђава
- Кутаб минарет има 72,5 m и највећи је светски минарет од цигала
- Хиндуистички храм Бирла Мандир
- Седиште